# جبل فيز روي

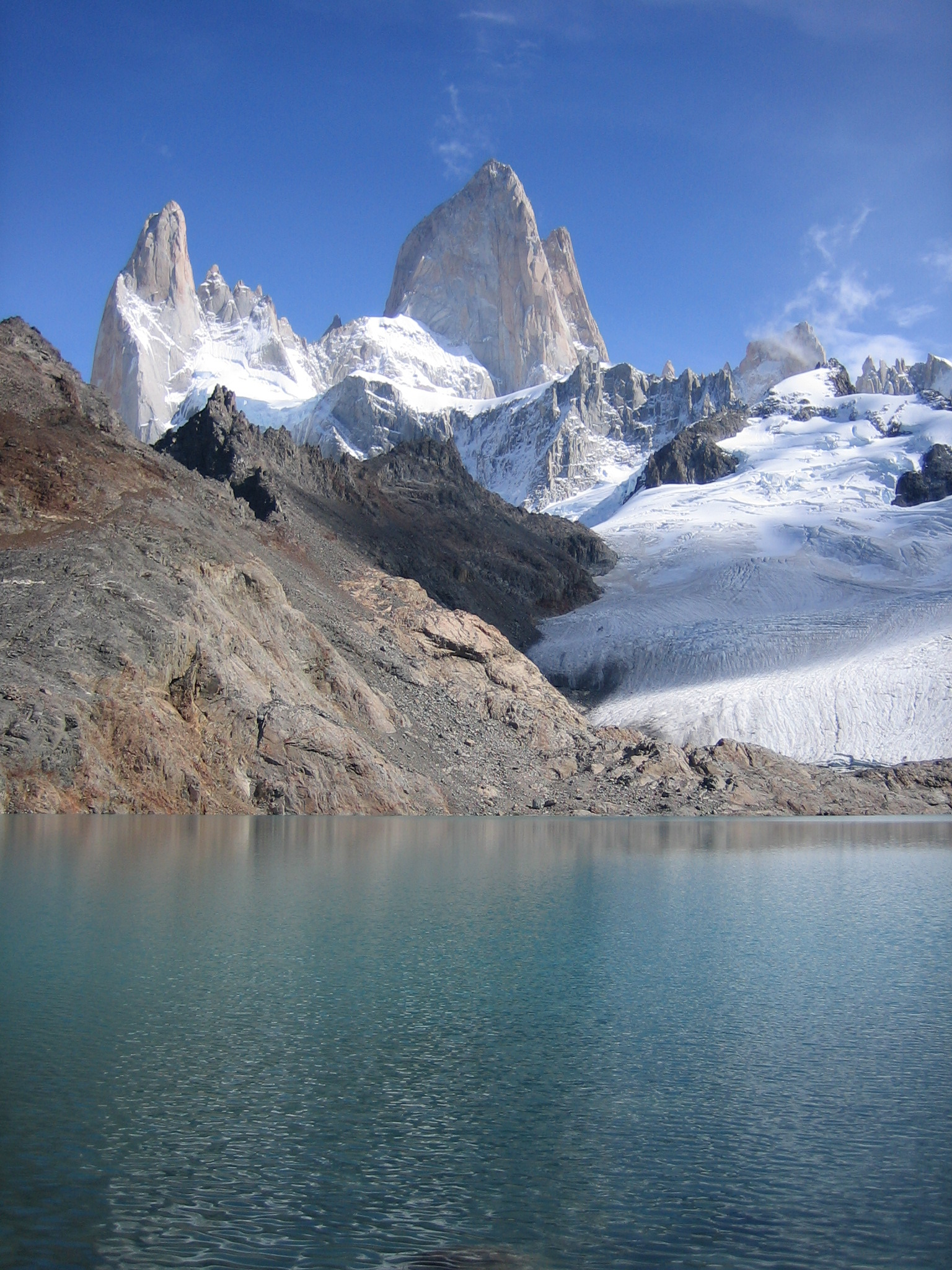
جبل فيز روي عام 2008

جبل فيز روي هو جبل من سلسلة جبال الأنديز يبلغ اٍرتفاعه 3.375 متر (11.073 قدم) يقع بالقرب من قرية إل تشالتين جنوب صعيد باتاغونيا الجليدي في باتاغونيا على الحدود بين الأرجنتين وتشيلي. يدعى أيضا سيرو شالتين.

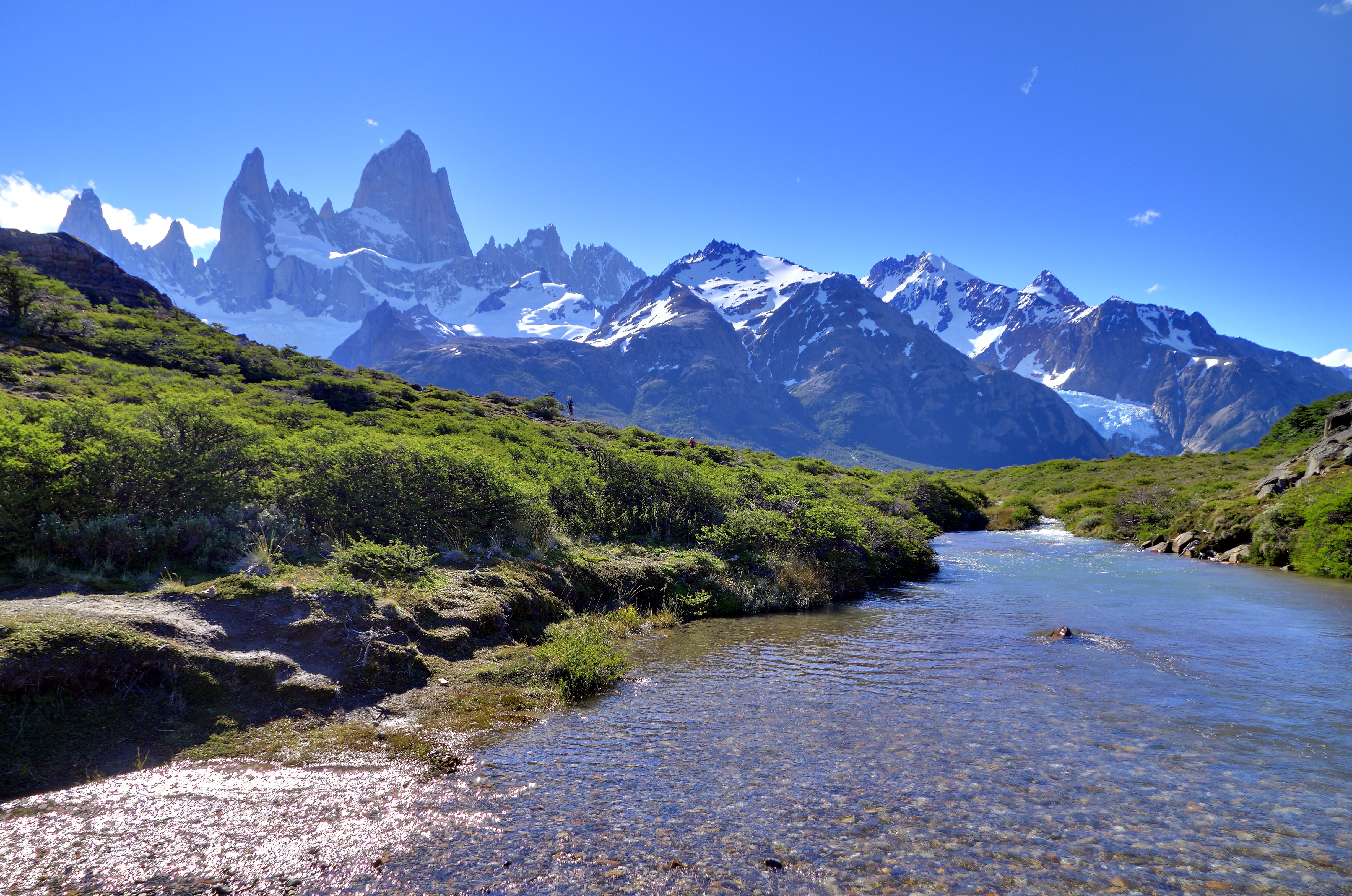
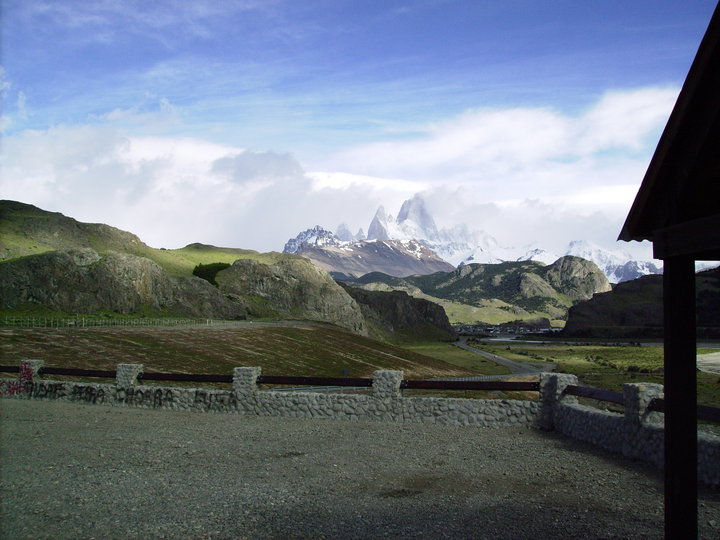
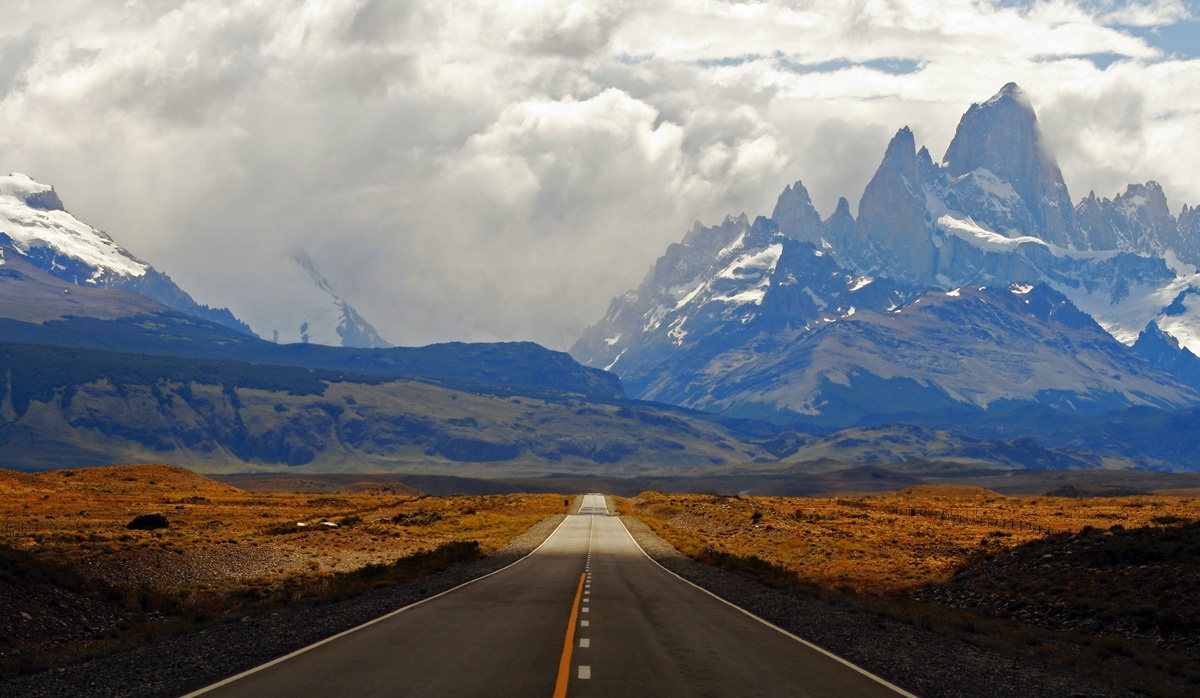
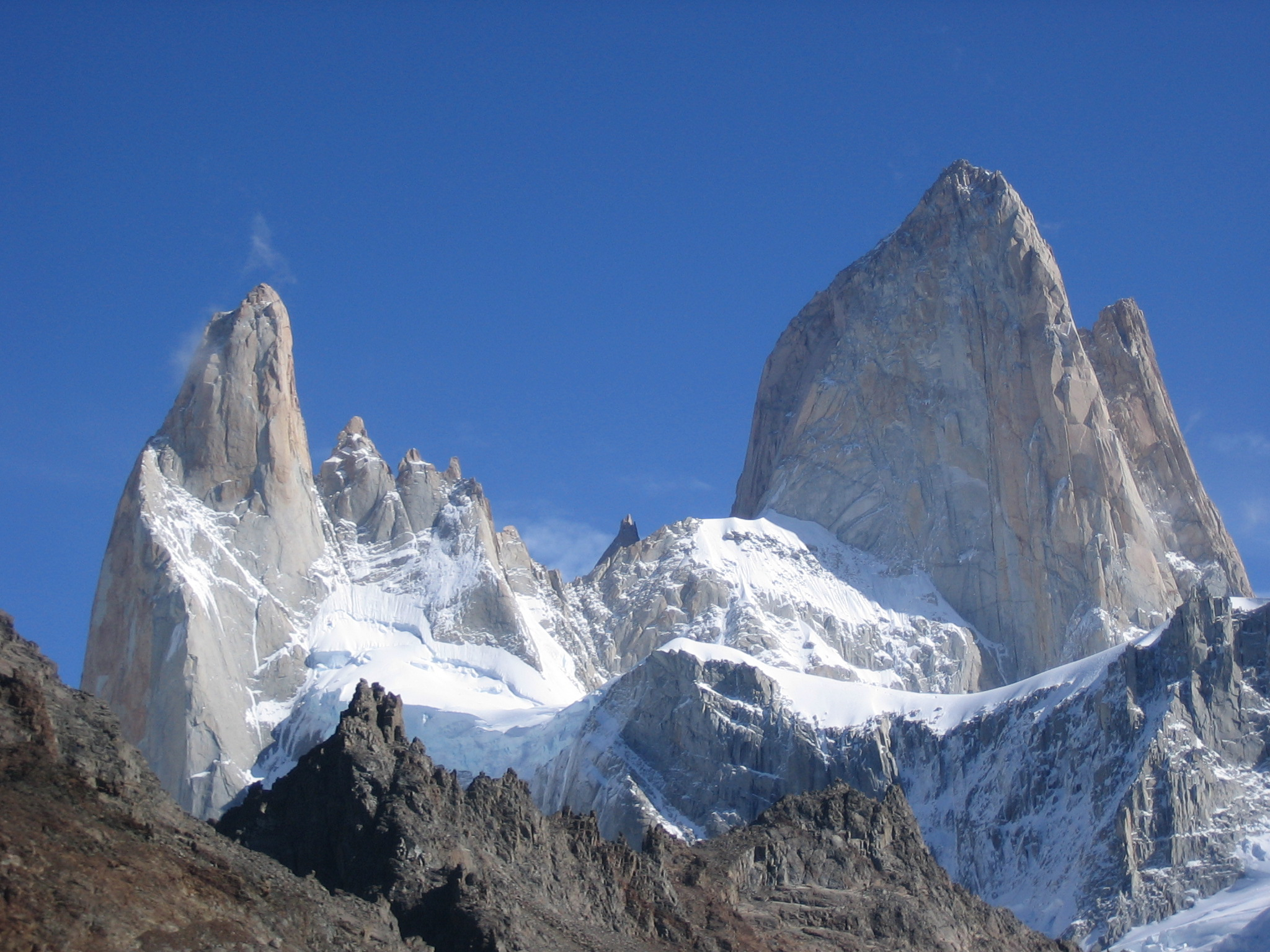